# Ère Ryakunin
L'ère Ryakunin (暦仁) est une des ères du Japon (年号, nengō, lit. « nom de l'année ») après l'ère Katei et avant l'ère En'ō. Cette ère couvre la période allant du mois de novembre 1238 au mois d'avril 1239. L'empereur régnant est Shijō-tennō (四条天皇).

## Changement d'ère
- 1238 Ryakunin gannen (暦仁元年?) : Le nom de la nouvelle ère est créé pour marquer un événement ou une succession d'événements. La précédente ère se termine quand commence la nouvelle, en  Katei 4.

## Événements de l'ère Ryakunin
- 1238 (Ryakunin 1,1re mois) : Yoritsune quitte Kamakura pour Miyako, accompagné de Yaskutoki et de troupe de plusieurs provinces. Fujiwara no Yukimitis reste à Kamakura pour maintenir l'ordre dans le pays[3].
- 1238 (Ryakunin 1, 2e mois) : Yoritsune arrive à Miyako et s'installe dans son nouveau palais à Rokuhara[4].
- 1238 (Ryakunin 1, 10e mois) : Yoritsune quitte Miyako pour rentrer à Kamakura[4].

| Ryakunin  | 1re  | 2e   |
| Grégorien | 1238 | 1239 |